# Printival Boby-Lapointe
Cet article possède un paronyme, voir Bobby Lapointe (homonymie).
 (janvier 2018).
Si vous disposez d'ouvrages ou d'articles de référence ou si vous connaissez des sites web de qualité traitant du thème abordé ici, merci de compléter l'article en donnant les références utiles à sa vérifiabilité et en les liant à la section « Notes et références ».
Le Printival Boby-Lapointe est un festival de musique créé en 2000 à Pézenas dans l'Hérault, à l'initiative de Jacky Lapointe et Sam Olivier. Depuis, le festival a lieu tous les ans au mois d'avril : il est géré par l'association du Printival. Le festival est membre de la Fédération des Festivals de Chanson Francophone.

## Histoire du Printival Boby Lapointe
Créé en 2000 par Jacky Lapointe, le fils de Boby Lapointe, et par Sam Olivier, le Printival Boby Lapointe est au départ un festival d'humour et de chansons, et devient par la suite un festival de musiques actuelles. Le Printival Boby Lapointe a vu passer sur sa scène des artistes prestigieux comme Les Fatals Picards, Dick Annegarn, Alexis HK ou Jacques Higelin.
Depuis 2010, le festival est dirigé par Dany Lapointe, la petite-fille de Boby Lapointe.
En 2016, 2017, 2019, 2020 et 2021 le festival accueille la remise des "Coups de cœur - chanson francophone" de l'Académie Charles Cros.
L'association produit des artistes comme Barbara Weldens ou Bancal Chéri (formé de Nicolas Jules, Imbert Imbert, Dimoné et Roland Bourbon), Free River, Imbert Imbert, Le Bibi de Boby.

## Parrains et marraines et programmation
Chaque année, un parrain ou une marraine prend le contrôle d'une soirée carte blanche durant le festival.
- 2000 : Paule-Andrée Cassidy

- 2001 : Jacques Higelin

- 2002 : Georges Moustaki

- 2003 : Graeme Allwright

- 2004 : Anne Sylvestre

- 2005 : Gilbert Laffaille

- 2006 : Pierre Barouh

- 2007 : Aldebert

- 2008 : Festival 100 % découvertes !

- 2009 : Soirée spéciale en hommage à l'esprit de Boby et de Jacky décédé en août 2008, le festival a invité tous les parrains et marraines des éditions précédentes

- 2010 : Loïc Lantoine

- 2011 : Areski

- 2012 : Yves Jamait

- 2013 : Les Ogres de Barback

- 2014 : Juliette

- 2015 : Dick Annegarn

- 2016 : Mouss et Hakim

- 2017 : La soirée Muses avec GiedRé, Alexis HK, Renan Luce, Eskelina, Sarah Olivier, Barbara Weldens

- 2018 : GiedRé